# NGC 3455
NGC 3455 (другие обозначения — UGC 6028, MCG 3-28-31, ZWG 95.62, KCPG 257B, IRAS10518+1733, PGC 32767) — спиральная галактика с перемычкой (SBb) в созвездии Льва. Открыта Уильямом Гершелем в 1784 году.
Этот объект входит в число перечисленных в оригинальной редакции «Нового общего каталога».
Галактика NGC 3455 входит в состав группы галактик NGC 3370. Помимо NGC 3455 в группу также входят NGC 3370, NGC 3443, NGC 3454 и UGC 5945. NGC 3454 составляет пару с NGC 3455, причём у первой морфология правильная, а у второй заметно искажение спиральных рукавов приливными взаимодействиями. По некоторым данным, в NGC 3455 нет бара, а наблюдается лишь одинаковая эллиптичность внутренних изофот.